# Aeroporto Internazionale di Subic Bay
L'aeroporto internazionale di Subic Bay (tagallo: Paliparang Pandaigdig ng Look ng Subic) (IATA: SFS, ICAO: RPLB), definito come internazionale dalla autorità dell'aviazione civile filippina CAAP, è un aeroporto filippino situato nella parte centrale dell'isola di Luzon, nella provincia di Zambales, nella periferia sud della città di Olongapo. La struttura è dotata di una pista di asfalto e cemento lunga 2744 m, l'altitudine è di 20 m, l'orientamento della pista è RWY 07-25. L'aeroporto è di ingresso e aperto al traffico commerciale internazionale.

## Storia

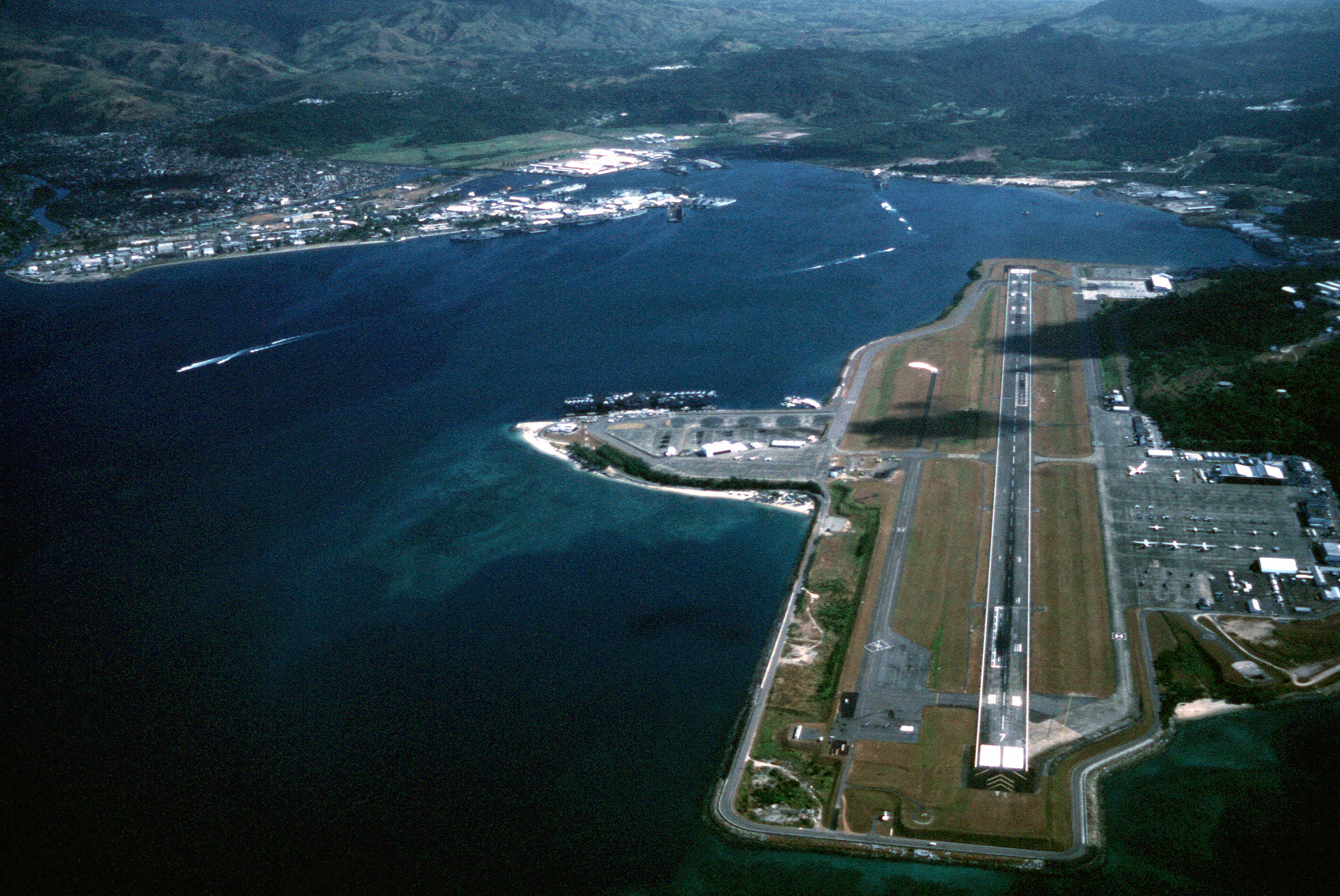
Una vista aerea della all'epoca NAS Cubi Point, e sullo sfondo, quella che era la Naval Station Subic Bay della US Navy.

L'aeroporto di Subic Bay nasce nel 1952, durante l'occupazione americana delle Filippine, all'interno della omonima base navale, situata nella baia teatro di un episodio della guerra ispano-americana, che forniva supporto alla flotta statunitense del Pacifico (PACFLT) e con il nome di Cubi Point Naval Air Station, in quanto ospitava gli aerei ed elicotteri della US Navy quando le navi erano in rada, oltre che i voli dei trasporti militari.
Sepolta sotto una spessa coltre di cenere durante la catastrofica eruzione del vulcano Pinatubo del 1991, la base fu abbandonata e, nonostante i tentativi dell'amministrazione statunitense di mantenere l'uso di quell'area, il Senato filippino ingiunse al governo degli Stati Uniti di abbandonare la struttura: l'abbandono fu completato nel novembre del 1992, restituendo al Pease allora governato dal presidente Fidel Valdez Ramos una vasta zona militarizzata da ormai quaranta anni.
Neppure un mese dopo la ritirata delle forze armate americane, l'aeroporto di Cubi Point riceve il primo volo civile internazionale in arrivo da Taiwan e nei mesi successivi la struttura viene reintitolata in aeroporto internazionale di Subic Bay.
Oggi l'aeroporto di Subic Bay funge da aeroporto secondario di Manila e si estende su un'area di 200 ettari all'interno della zona franca di Subic Bay, moderno porto franco delle Filippine.
Nel giugno 2012 il governo filippino ha rinnovato in seguito ad un accordo con gli Stati Uniti il permesso alle forze statunitensi all'uso della vecchia base navale di Subic, e di conseguenza della pista aeroportuale, anche in vista di addestramenti congiunti tra le forze dei due paesi. Pertanto l'area ospiterà truppe, mezzi aerei e navali statunitensi su base semipermanente, con un uso condiviso dell'aeroporto tra voli civili e militari.